# Понте дел’Антико (Пиза)
Понте дел’Антико је насеље у Италији у округу Пиза, региону Тоскана.
Према процени из 2011. у насељу је живело 23 становника. Насеље се налази на надморској висини од 10 м.